# Irénise Moulonguet
Pour l’article homonyme, voir André Moulonguet.
Irénise Moulonguet, née Lermain le 6 novembre 1900 à Basse-Pointe en Martinique et morte le 28 mai 2013  au Morne-Rouge, fut la doyenne des Français du 29 août 2012 au 28 mai 2013.

## Biographie
Irénise Moulonguet a quitté son île natale de 13 à 29 ans et a alors vécu en Guyane. Elle a ensuite travaillé toute sa vie dans des champs de bananes. À 74 ans elle devient Témoin de Jéhovah. Elle a eu trois filles avec son mari dont deux sont encore en vie. Son mari est lui décédé très jeune. Elle a fini sa vie au Morne Rouge en Martinique avec une de ses filles et son gendre.
En octobre 2012, Irénise Moulonguet avait 75 descendants dont 12 arrière-arrière-petits-enfants. 
Elle succède à Maria Richard morte le 8 octobre 2012 à Béziers à l’âge de près de 112 ans et qui avait été présentée comme la doyenne « connue » des Français alors qu’elle était née le 28 novembre 1900, soit 22 jours après Irénise Moulonguet. Irénise est donc la réelle doyenne des Français à succéder à Paule Bronzini, et Maria Richard ne le fut jamais réellement.
Du 12 janvier 2013, date de la mort d'Eugénie Dauzat, à la sienne le 28 mai 2013 , elle fut la dernière personne d'origine française à être née au XIXe siècle.
Elle meurt le 28 mai 2013 à son domicile du Morne-Rouge, en Martinique.